# Toyofumi Sakano
Toyofumi Sakano (født 4. juni 1990) er en japansk fodboldspiller, som spiller for den japanske fodboldklub Montedio Yamagata.